# بهاراتيا سانجيت فاديا
بهاراتيا سانجيت فاديا (الآلات الموسيقية الهندية) هو كتاب من تأليف لماني مصرة.  تم نشره تحت سلسلة لوكو دي غرانث ميل المجلد رقم 346 من بهاراتيا جنانبيث، نيودلهي.  صدرت الطبعة الأولى عام 1973، والثانية عام 2002. وقد كتب الكتاب بـ اللغة الهندية.  تم وصفه في مراجعة عام 1974 في علم الموسيقى العرقي، مجلة جمعية علم الموسيقى الإثنية ، بأنه "العمل الأكثر اكتمالا وحجية على الإطلاق الذي تم نشره عن تاريخ الآلات الموسيقية الهندية." 
يحمل الكتاب توثيقا شاملا للآلات الموسيقية، منذ العصور القديمة إلى الحديثة، مع التركيز على إثبات أن الآلات الهندية الحديثة لها أصولها في الثقافة الهندية القديمة، وليس في الثقافة الإسلامية والغربية.  لطالما كان الكتاب مطلوبا كبيرا من قبل العلماء والموسيقيين لأنه يعطي أيضا نظرة ثاقبة على أساسيات العزف على الآلات ويتتبع تطور المحتوى إلى جانب تطور الآلة.

## الفصول
1. يتناول الأول مناقشة الموسيقى؛ وجوهرها الأساسي؛ وعلاقتها بالحياة ونظريات تطورها.
2. يدرس الفصل الثاني العناصر الأساسية للغناء والآلات والرقص ويصنف الآلات الموسيقية.
3. يصف الفصل الثالث بالتفصيل الآلات الوترية من أنالامبي و ألابيني و إكتانتري فينا [3] إلى كاند و كيناري و غوشفاتي و رودرا وساراسواتي. و فيشيترا فينا. تم أخذ ما يقرب من خمسين فينا مختلفة بشكل فردي بصرف النظر عن بعض الأدوات الصغيرة.
4. تم وصف أفاناده فاديا (الصوت عند الضرب) أو آلات الإيقاع من جميع الأنواع التي تنتمي إلى العصور القديمة والمتوسطة ،ونوقش أسلوب لعبها في الفصل الخامس
5. يتناول الفصل الخامس سوشير فاديا ( آله هوائية ) في الفترة القديمة والعصور الوسطى.
6. اتخذت غان فاديا (الأدوات البدائية أو القائمة على السكتة الدماغية) في الهند أشكالا مختلفة - الخشب على الخشب والمعدن على المعدن والتركيبات المحتملة. تتم مناقشة هذه الأمور في الفصل السادس.
7. تم توثيق الآلات الموسيقية التي لم يتم ذكرها في النصوص الكلاسيكية مثل جال تارانغ وغونغرو تارانغ وكانس تارانغ وما إلى ذلك بعد أنتطورت في العصور الوسطى إلى العصر الحديث، في الفصل السابع.
8. تم إجراء دراسة مقارنة للأدوات القديمة والعصور الوسطى والحديثة في الفصل الثامن.
9. تتم مناقشة هيكل الأدوات في تطورها الحديث في الفصل التاسع، مع تفاصيل وافرة لبنائها من الصفر على الرغم من وجود تفاصيل طفيفة متاحة في النصوص القديمة. يناقش هذا الفصل العديد من الأدوات الحديثة مثل فيشيترا فينا ورودرا فينا وسارود وديلروبا وسانتور وسيتار وما إلى ذلك.
10. يحتوي الفصل العاشر على مناقشة حول توافر محتوى الصكوك وتطوره.
11. يدرس الفصل الحادي عشر نوع الموسيقى الشعبية ويقيم دور الآلات الشعبية.
12. تم تصور تصنيف علمي حديث للأدوات على أساس الشدة والملعب والمدى وما إلى ذلك في الفصل الثاني عشر.
13. تمت مناقشة العناصر الأيقونية والجمالية للأدوات في الفصل الثالث عشر. الآلات هي وسيلة تنقل الطبيعة الأساسية للآخرين إلى الفنان أثناء نقل عواطفه إلى المستمعين.
14. يعيد الفصل الختامي ترتيب السلسلة الكاملة للآلات الموسيقية الهندية التي تسلط الضوء على الترابط بين تطور الآلات ونصوص تذكرها. غالبا ما يوفر منحنى التنمية المتتالي طريقة لترتيب نصين. أخيرا، أنشأت المبادئ القديمة للموسيقى الهندية في ضوء العقل بدلا من التقاليدأو مجرد الاتفاقية.

## الروابط الخارجية
- روابط للقطع الموسيقية

- راجا روبانجالي. منشورات راتنا: فاراناسي. 2007. مجموعة من مؤلفات د. سانجيتندو لماني ميسرا. للدكتور بوشبا باسو.

- مقتطفات من بهاراتيا سانجيت فاديا

- مادوكالي - منظمة تخليدا لذكرى سانجيتندو لالماني ميسرا

- راجا فيبوده: مصرباني. د. راجيني تريفيدي. ماديام الهندية كاريانفايا نيديسالايا: دلهي. 2010.

- مؤلفات السيتار في أوم سوارليبي. راجيني تريفيدي. 2010.